# 故人長者番付
故人長者番付（こじんちょうじゃばんづけ、英語: The Top-Earning Dead Celebrities）は、アメリカの経済誌『フォーブス』が毎年発表する、故人が1年間に稼いだ金額のランキングである。

## 概要
毎年10月ごろに発表される。すでに死亡した人物を対象に、その人物が今年1年間でいくら稼いだのかを算定し、ランキング化したものである。
あくまでフォーブス紙の独自の調査と分析による。
フォーブス紙のタイトルをそのまま直訳すると「死後もっとも稼いだ有名人」となる。
2001年から発表が始まった。上位の常連としてはジョン・レノンやマリリン・モンロー、チャールズ・シュルツがあげられる。特にエルヴィス・プレスリーは、2001年から2008年まで首位を独走していた。マイケル・ジャクソンは、2009年に死亡後、毎年約1億 - 1億5000万ドル（約100億円 - 150億円）を稼ぎ、上位に立っている。
過去のランキングをみると、指輪物語の原作者J・R・R・トールキンや画家のアンディ・ウォーホル、歌手のジミ・ヘンドリックスらがランクインしている。

## 2013年度
| 順位 | 氏名                                   | 資産          | 出生           | 備考                                       |
| ---- | -------------------------------------- | ------------- | -------------- | ------------------------------------------ |
| 1    | マイケル・ジャクソン                   | 1億6000万ドル | アメリカ合衆国 | ポップ歌手                                 |
| 2    | エルヴィス・プレスリー                 | 5500万ドル    | アメリカ合衆国 | ロック歌手                                 |
| 3    | チャールズ・シュルツ                   | 3700万ドル    | アメリカ合衆国 | スヌーピーで知られる「ピーナッツ」の原作者 |
| 4    | エリザベス・テイラー                   | 2500万ドル    | イギリス       | 映画女優                                   |
| 5    | ボブ・マーリー                         | 1800万ドル    | ジャマイカ     | レゲエ歌手                                 |
| 6    | マリリン・モンロー                     | 1500万ドル    | アメリカ合衆国 | 映画女優                                   |
| 7    | ジョン・レノン                         | 1200万ドル    | イギリス       | 元ビートルズのメンバー。ロック歌手         |
| 8    | アルベルト・アインシュタイン           | 1000万ドル    | ドイツ帝国     | 物理学者                                   |
| 8    | ベティ・ペイジ                         | 1000万ドル    | アメリカ合衆国 | モデル、女優                               |
| 10   | ドクター・スース（セオドア・ガイゼル） | 900万ドル     | アメリカ合衆国 | 絵本作家                                   |
| 10   | スティーブ・マックイーン               | 900万ドル     | アメリカ合衆国 | 映画俳優                                   |
| 12   | ブルース・リー                         | 700万ドル     | 香港           | 映画俳優、武術家                           |
| 12   | ジェニー・リヴェラ                     | 700万ドル     | アメリカ合衆国 | 歌手、女優                                 |

## 過去の首位
| 年     | 氏名                   | 出生                           |
| ------ | ---------------------- | ------------------------------ |
| 2001年 | エルヴィス・プレスリー | アメリカ合衆国                 |
| 2002年 | エルヴィス・プレスリー | アメリカ合衆国                 |
| 2003年 | エルヴィス・プレスリー | アメリカ合衆国                 |
| 2004年 | エルヴィス・プレスリー | アメリカ合衆国                 |
| 2005年 | エルヴィス・プレスリー | アメリカ合衆国                 |
| 2006年 | カート・コバーン       | アメリカ合衆国                 |
| 2007年 | エルヴィス・プレスリー | アメリカ合衆国                 |
| 2008年 | エルヴィス・プレスリー | アメリカ合衆国                 |
| 2009年 | イヴ・サン＝ローラン   | フランス領アルジェリア、オラン |
| 2010年 | マイケル・ジャクソン   | アメリカ合衆国                 |
| 2011年 | マイケル・ジャクソン   | アメリカ合衆国                 |
| 2012年 | エリザベス・テイラー   | イギリス                       |
| 2013年 | マイケル・ジャクソン   | アメリカ合衆国                 |
| 2014年 | マイケル・ジャクソン   | アメリカ合衆国                 |
| 2015年 | マイケル・ジャクソン   | アメリカ合衆国                 |
| 2016年 | マイケル・ジャクソン   | アメリカ合衆国                 |
| 2017年 | マイケル・ジャクソン   | アメリカ合衆国                 |
| 2018年 | マイケル・ジャクソン   | アメリカ合衆国                 |
| 2019年 | マイケル・ジャクソン   | アメリカ合衆国                 |